# اندرو البیسی
اندرو البیسی (فرانسوی: Andrew Albicy‎؛ زادهٔ ۲۱ مارس ۱۹۹۰) بازیکن بسکتبال اهل فرانسه است.
وی در مسابقات کشوری و بین‌المللی در مجموع برندهٔ ۲ مدال نقره، ۱ مدال برنز شده‌است.